# Цинзерлинг, Всеволод Александрович
Всеволод Александрович Цинзерлинг (род. 1954) — советский и российский учёный, доктор медицинских наук, профессор.
Автор более 354 научных работ, в том числе 5 монографий и 2 учебников.

## Биография
Родился 6 августа 1954 года в Ленинграде, принадлежит династии врачей: его дед Всеволод Дмитриевич и отец Александр Всеволодович были известными патологоанатомами, оставившими значительный след в науке — в области инфекционной патологии, патологии пневмоний и изучения атеросклероза.
После окончания школы поступил в Ленинградский педиатрический медицинский институт (ныне Санкт-Петербургский государственный педиатрический медицинский университет), который с отличием окончил в 1977 году. Начав заниматься патологической анатомией будучи студентом второго курса, Всеволод Цинзерлинг по окончании вуза начал работать младшим научным сотрудником в Ленинградском НИИ детских инфекций (ЛНИИДИ). Пройдя аспирантуру под руководством профессора О. К. Хмельницкого, в 1980 году защитил кандидатскую диссертацию, посвященную патологической анатомии поражений головного мозга при микоплазмозе.
Продолжив работать в ЛНИИДИ, стал руководителем патоморфологической группы института и собрал материал для докторской диссертации на тему «Патологическая анатомия и некоторые вопросы патогенеза поражений головного мозга респираторными вирусами», которую защитил в 1988 году вскоре после перехода на должность заведующего лабораторией ЦНИЛ родного вуза. В 1992 году он возглавил кафедру патологической анатомии Ленинградского педиатрического медицинского института. За 15-летний период руководства кафедрой В. А. Цинзерлинг создал собственную научную школу. Одновременно осуществлял научно-методическое руководство курсом патологической анатомии Института медицинского образования Новгородского государственного университета им. Я. Мудрого и являлся визитинг-профессором Казахского национального медицинского университета.
В 2007 году Всеволод Александрович возглавил научно-исследовательскую лабораторию в Медицинской академии последипломного образования, а позже — в Институте фтизиопульмонологии. С 2016 года он работает в Центре Алмазова. В 2020 году распоряжением заместителя министра здравоохранения России Т. В. Семеновой от 13 октября 2020 В. А. Цинзерлинг вошёл в состав профильной комиссии Министерства здравоохранения Российской Федерации по специальности «Патологическая анатомия».
Цинзерлинг является членом президиума Российского общества патологоанатомов и рабочей группы Главного патологоанатома Минздрава России. Он был научным руководителем и консультантом 4 докторских и 20 кандидатских диссертаций.